# سیاه (فیلم بلژیکی ۲۰۱۵)
سیاه (به انگلیسی: Black) یک فیلم سینمایی بلژیکی در ژانر جنایی محصول سال ۲۰۱۵ میلادی به کارگردانی عادل العربی و بلال فلاح است.
این فیلم بر محور دو جوان گانگستر است.
خط داستان این فیلم متأثر از ویلیام شکسپیر در رومئو و ژولیت و آرتور لاورنتز است اما تغییر مکان داستان به باندهای خیابانی به روز شده مدرن در بروکسل، بلژیک است.
این فیلم در جشنواره برتر بین‌المللی فیلم تورنتو ۲۰۱۵ نمایش داده شد.